# Musée national d'ethnographie de Varsovie
Le Musée national d'ethnographie (en polonais: Państwowe Muzeum Etnograficzne w Warszawie) est un musée d'ethnographie situé à Varsovie, en Pologne. Il a été créé en 1888.

## La collection et les expositions
La collection est constituée de divers objets d'art folklorique, de costumes, d'artisanat, de sculptures, de peintures et d'autres formes d'art originaires de Pologne, d'Europe, d'Afrique, d'Australie, d'Océanie et d'Amérique du Sud et latine.
Le musée propose une exposition permanente, possède une bibliothèque (environ 26 000 volumes), un studio d'enregistrement de photographies et de films et un dépôt central des collections du musée. Il organise également des expositions temporaires, mène des projets de recherche et diffuse des publications.
La collection polonaise est composée d'environ 13 500 objets constituant la collection permanente et de plus de 1000 pièces en dépôt.
Les expositions permanentes présentées à l'intérieur du musée sont :
- L'Ordinaire - L'Extraordinaire. Les collections fascinantes du Musée ethnographique. L'exposition à l'occasion du 120ème anniversaire du musée.
- Le temps des célébrations dans la culture polonaise et européenne.
- L'ordre des choses. Le cellier de Piotr B. Szacki.

### La collection africaine
La collection africaine est la plus importante du musée avec plus de dix mille objets issus principalement d'Afrique subsaharienne. La collection africaine est basée sur une donation de Wacław Korabiewicz qui regroupe des ustensiles domestiques et agricoles, des armes, des costumes et des vêtements, des bijoux, des insignes royaux, des sculptures, des masques et des objets liés aux pratiques religieuses. En 1988, Aleksandra et Cyprian Kosiński ont également contribué à la collection africaine du musée en y ajoutant des sculptures, des masques et des costumes royaux des tribus congolaises Bakuba, Bakongo et Chokwe. Selon le musée, l'un des objets les plus importants de la collection africaine est les masques casques de la tribu Makonde d'Afrique de l'Est (Tanzanie, Mozambique) qui issus de la collection de Wacław Korabiewicz.

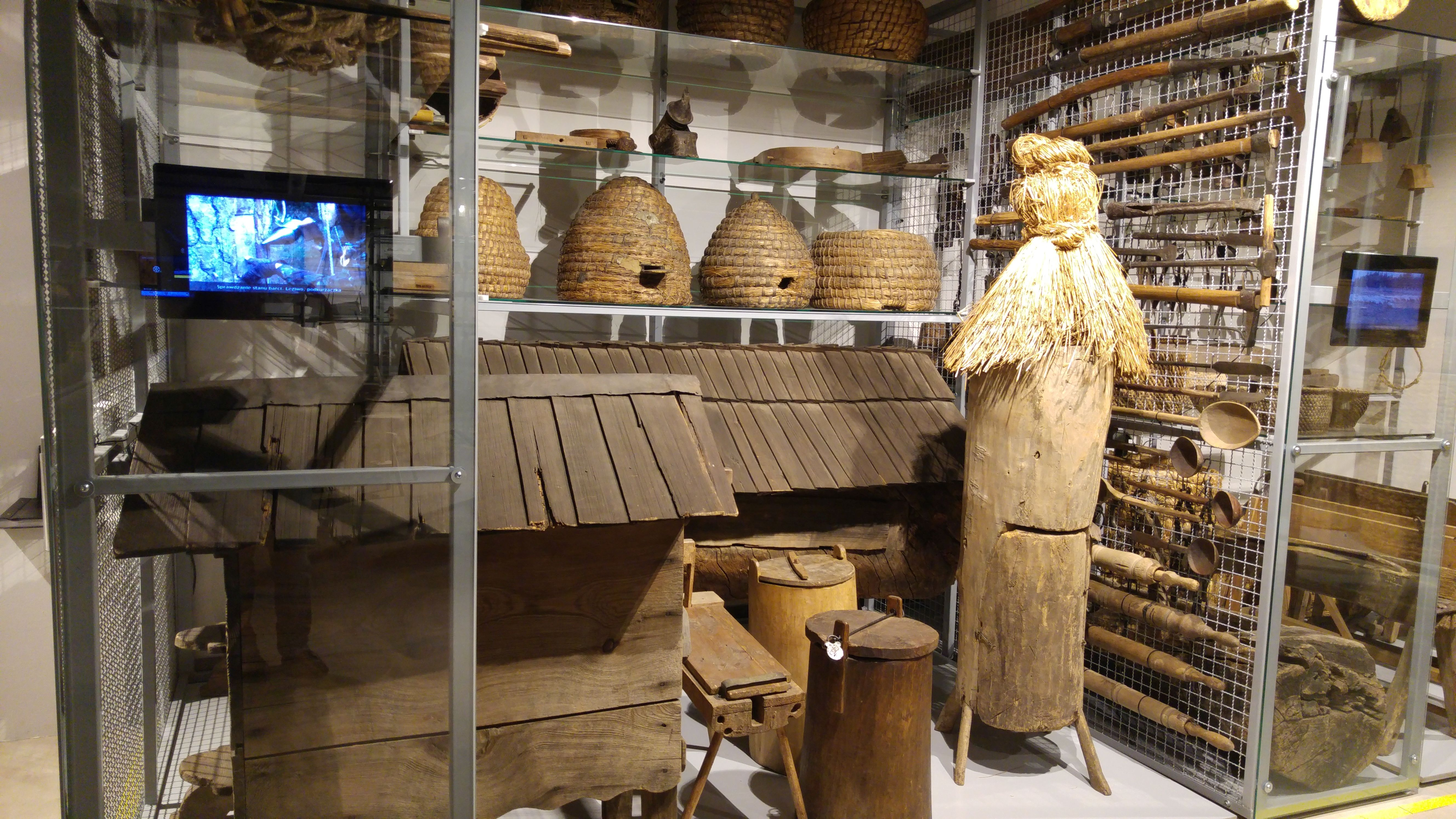
L'ordre des choses. Le cellier de Piotr Szacki.

### La culture des Carpates: République Tchèque
Sur les 80 œuvres d'art de la République Tchèque qui sont en possession du musée, pas moins de 75 proviennent de zones couvertes par les populations des Carpates. Il s'agit principalement de costumes, notamment le costume féminin et masculin presque complet des Jacks de Jablunkov. Ces tenues ont été soit reconstituées par des artisans contemporains, soit réalisées dans l'atelier de conservation du musée sur la base de tenues originales de ce groupe ethnique conservées au musée de Cieszyn. Le musée de Varsovie possède également une grande collection de fermoirs et de boutons en laiton et en argent caractéristiques de ces costumes, qui sont des copies des originaux de la collection du musée de Cieszyn.

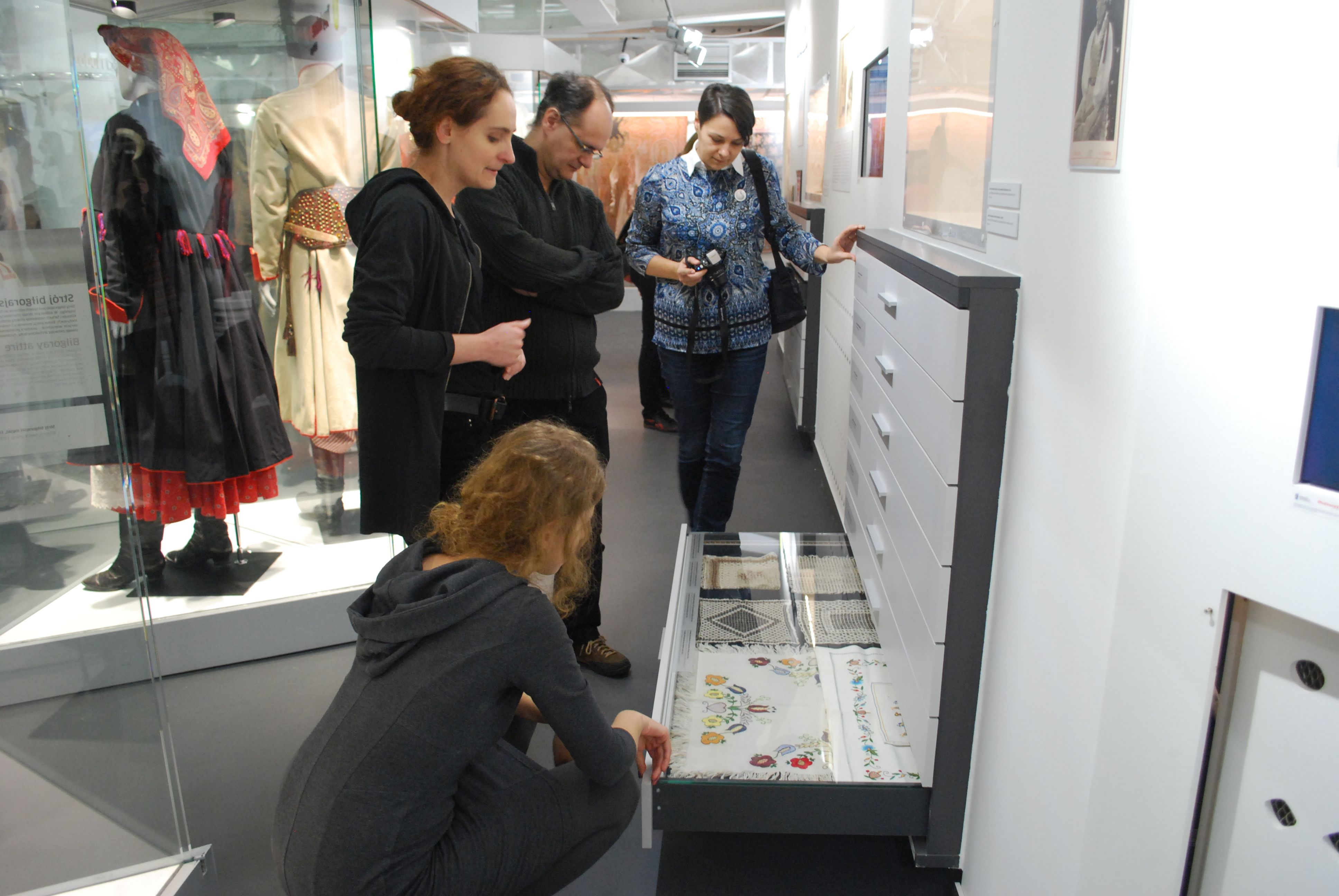
Musée national d'ethnographie, Varsovie.

### La culture des Carpates: Slovaquie

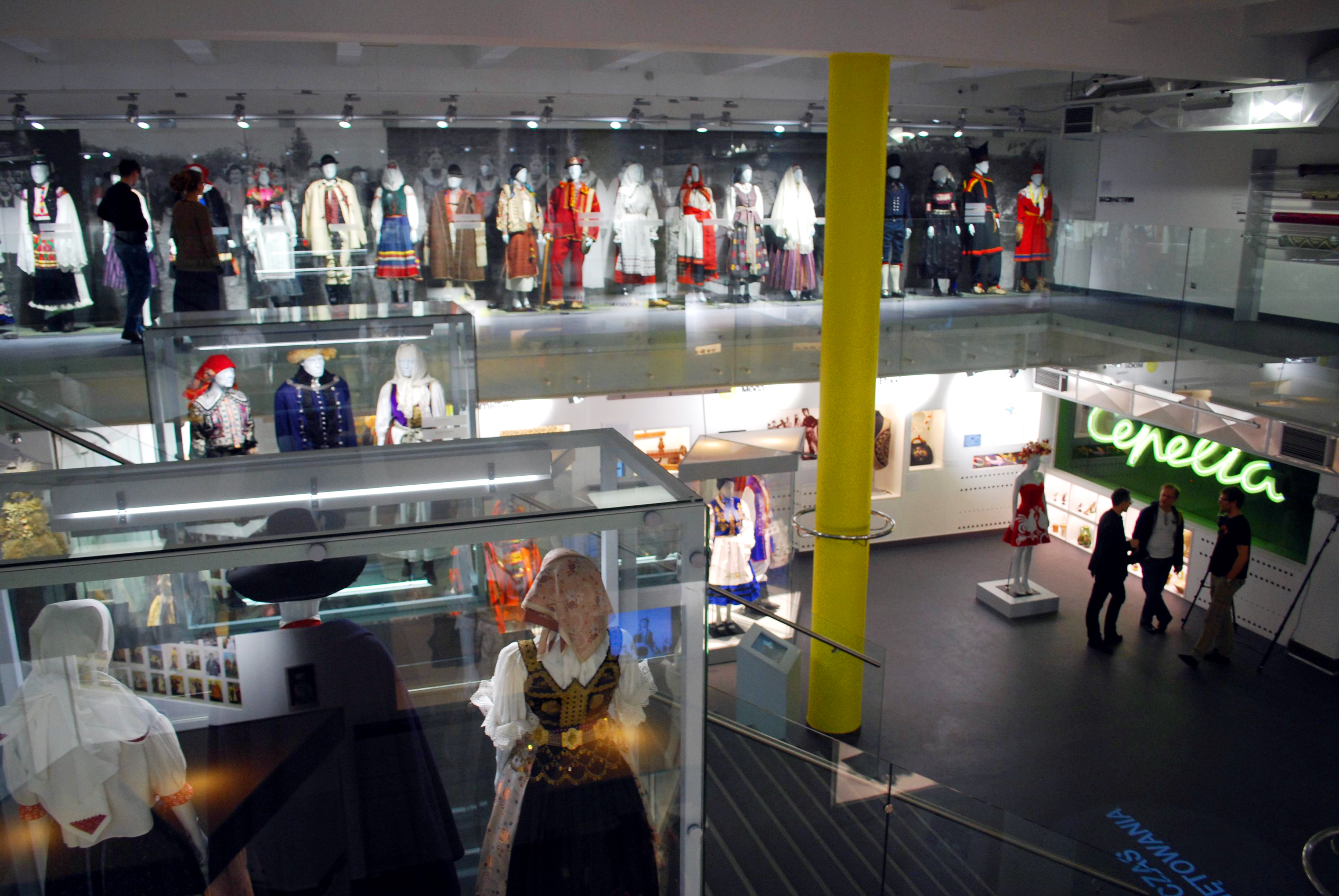
Musée national d'ethnographie de Varsovie - Exposition permanente de costumes folkloriques polonais

La collection se compose de 196 pièces, dont les 29 plus anciennes datent du XIXe siècle. Il s'agit de :
- 35 œufs de Pâques (de : Čadca, Veľká Čausa, Martin, Levoča, Veľký Grob, Poprad, régions de Domaniža).
- 15 décorations de Noël (des régions de Čadca et Martin) et 2 sculptures de Nativité (réalisées par Anton Kadury du village de Podvysoká)
- 11 poteries (origine inconnue) et 1 bénitier en céramique de Martin
- 22 peintures religieuses sur verre (19 d'entre elles ont été réalisées au XIXe siècle et 1 intitulée "Chanteurs de chants" réalisée par Zuzana Vanoušová de Čadca en 2000)
- 1 xylographe (date de production inconnue)
- 1 sculpture provenant d'un lieu de pèlerinage, réalisée à la fin du XIXe siècle, représentant la Madone du monastère de Zlatá Hora en République Tchèque
- 7 objets religieux (tableau contemporain de la Madone de Frivaldská kalvária, chapelet contemporain, peinture du milieu du XIXe siècle, cires ex-votos de Stará Ľubovňa (polonais : Stara Lubovla), fin du XIXe siècle, petit bénitier de Trenčín)
- Étagère en bois pour les cuillères et seaux en bois
- Collection de costumes : 6 ensembles complets ou presque complets de costumes de femmes provenant de : Brezovo - 1910, Trenčín - 1935, Piešťany - (la date de production est inconnue), Brezno - années 1920, Nová Ľubovňa (polonais : Nowa Lubovla) - années 1940 et 2017, Čáčov - 1930 - (costume de fille), 1 costume complet d'homme de la région de Trenčín, fabriqué dans les années 1920. Également : une ceinture d'homme de la région de Liptov, des perles de femme, un manteau en peau de mouton, des chaussures et des collerettes de femme et d'homme.

Les descriptions de ces monuments sont disponibles dans le programme Musnet - dans le catalogue électronique ou dans le catalogue publié au siège du musée à Varsovie.

## Les départements
Le musée est dirigé par un directeur et est organisé en départements d'ethnographie polonaise et européenne, d'ethnographie non européenne, d'éducation des adultes, de musée pour enfants, d'éducation, de communication et de marketing, de publications, d'archives et de documents photographiques et cinématographiques, de comptabilité et de finances, de personnel, d'administration et de support technique, d'inventaire et de conservation.
Le musée a publié son propre magazine, Zeszyty Muzealne, à partir des années 1960 jusqu'au début des années 1980. En octobre 2009, il a lancé un nouveau magazine trimestriel appelé "Etnografia Nowa" ("La nouvelle ethnographie"). En 2011, le musée a reçu des subventions pour rénover le bâtiment et créer entre ses murs un musée ethnographique pour enfants.